# Brian Kaus
Brian Normann Kaus (født i København i 1967) er en tidligere dansk professionel fodboldspiller og A-landsholdsspiller.
Brian Kaus både startede og sluttede sin karriere i Brønshøj Boldklub og spillede desuden for klubberne B1903, FC København og Lyngby Boldklub.
For FC København var han med til at vinde Superligaen i sæsonen 1992/93, og for Brønshøj Boldklub indehaver han klubrekorden med 350 kampe (98 mål). Her var han også træner for divisionsholdet i 2004-2005 umiddelbart efter sit karrierestop.
Brian Kaus fik en A-landskamp, som FC København-spiller, mod USA i 1993.